# Viaducto de Erques
El Viaducto de Erques se alza sobre el barranco del mismo nombre en el suroeste de la isla de Tenerife (Islas Canarias, España). Se trata de un viaducto o puente intermunicipal pues se encuentra en la frontera entre los municipios de Adeje y Guía de Isora y se lo considera un icono arquitectónico de la comarca.

## Características
Se trata de un puente suspendido en el aire compuesto por dos arcos de 120 toneladas cada uno y con 110 metros de largo. El viaducto forma parte del Anillo insular con un nuevo tramo de la autopista TF-1 con dirección Santiago del Teide-Adeje y que unirá con el futuro Puerto de Fonsalía. Una de las principales características de esta obra de ingeniería radica en el material empleado para rellenar el interior de los tubos del arco; de hormigón expansivo para relleno de tubos de acero sin conectores interiores en puentes mixtos. Es la primera vez que se ha utilizado en España este tipo de hormigón y único en Europa.
Los grandes arcos tienen la función de que la vía no se hunda debido al espacio que recorre en el aire y de que el puente no se apoye directamente en una columna construida en el barranco, pues se trata de un espacio protegido. De los arcos cuelgan cables de acero que lo mantienten como puente colgante.
La construcción del viaducto corrió a cargo de la empresa Ferrovial y se inauguró el 18 de diciembre de 2015. En diciembre de 2018, el Viaducto de Erques recibió el galardón XII Premio Potencia de Obras y Proyectos en la categoría de Puentes y Viaductos, que reconoce la calidad y el esfuerzo innovador de constructoras e ingenierías españolas.